# Leichtathletik-Weltmeisterschaften 2017/Teilnehmer (Finnland)
| Gelbes Symbol für Goldmedaillen mit stilisierten Olympischen Ringen | Graues Symbol für Silbermedaillen mit stilisierten Olympischen Ringen | Braundes Symbol für Bronzemedaillen mit stilisierten Olympischen Ringen |
| ------------------------------------------------------------------- | --------------------------------------------------------------------- | ----------------------------------------------------------------------- |
| —                                                                   | —                                                                     | —                                                                       |

Von Finnland wurden fünf Athletinnen und sieben Athleten für die Leichtathletik-Weltmeisterschaften 2017 in London nominiert.

## Ergebnisse

### Frauen

#### Laufdisziplinen
| Athletin             | Disziplin        | Vorlauf      | Vorlauf | Halbfinale         | Halbfinale         | Finale             | Finale             |
| Athletin             | Disziplin        | Zeit         | Platz   | Zeit               | Platz              | Zeit               | Platz              |
| -------------------- | ---------------- | ------------ | ------- | ------------------ | ------------------ | ------------------ | ------------------ |
| Anne-Mari Hyryläinen | Marathon         |              |         |                    |                    | 2:35:33 h          | 25                 |
| Camilla Richardsson  | 3000 m Hindernis | 10:07,04 min | 36      | nicht qualifiziert | nicht qualifiziert | nicht qualifiziert | nicht qualifiziert |

#### Sprung/Wurf
| Athletin         | Disziplin      | Qualifikation | Qualifikation | Finale             | Finale             |
| Athletin         | Disziplin      | Weite/Höhe    | Platz         | Weite/Höhe         | Platz              |
| ---------------- | -------------- | ------------- | ------------- | ------------------ | ------------------ |
| Linda Sandblom   | Hochsprung     | 1,80 m        | 29            | nicht qualifiziert | nicht qualifiziert |
| Minna Nikkanen   | Stabhochsprung | 4,20 m        | 20            | nicht qualifiziert | nicht qualifiziert |
| Kristiina Mäkelä | Dreisprung     | 13,92 m       | 16            | nicht qualifiziert | nicht qualifiziert |

### Männer

#### Laufdisziplinen
| Athlet              | Disziplin   | Vorlauf | Vorlauf | Halbfinale | Halbfinale | Finale       | Finale |
| Athlet              | Disziplin   | Zeit    | Platz   | Zeit       | Platz      | Zeit         | Platz  |
| ------------------- | ----------- | ------- | ------- | ---------- | ---------- | ------------ | ------ |
| Jarkko Kinnunen     | 50 km Gehen |         |         |            |            | 3:55:44 h SB | 23     |
| Aleksi Ojala        | 50 km Gehen |         |         |            |            | 3:47:20 h SB | 14     |
| Veli-Matti Partanen | 50 km Gehen |         |         |            |            | DSQ          | ––     |

#### Sprung/Wurf
| Athlet          | Disziplin  | Qualifikation | Qualifikation | Finale             | Finale             |
| Athlet          | Disziplin  | Weite/Höhe    | Platz         | Weite/Höhe         | Platz              |
| --------------- | ---------- | ------------- | ------------- | ------------------ | ------------------ |
| Arttu Pajulahti | Weitsprung | 7,49 m        | 29            | nicht qualifiziert | nicht qualifiziert |
| Simo Lipsanen   | Dreisprung | 16,54 m       | 17            | nicht qualifiziert | nicht qualifiziert |
| David Söderberg | Hammerwurf | 73,76 m       | 15            | nicht qualifiziert | nicht qualifiziert |
| Tero Pitkämäki  | Speerwurf  | 85,97 m       | 4             | 86,94 m            | 5                  |